# Estádio Nacional de Brasília Mané Garrincha
Het Estádio Nacional de Brasília Mané Garrincha is een voetbalstadion in de Braziliaanse hoofdstad Brasília. Het is een multifunctioneel stadion dat voornamelijk voor voetbalwedstrijden wordt gebruikt. Het stadion werd gebouwd in 1974 en had een capaciteit van 45.200 toeschouwers. Het werd gebruikt voor het wereldkampioenschap voetbal 2014 en had na de renovaties die daar aan voorafgingen een capaciteit van 72.888 toeschouwers. In maart 2015 maakte de FIFA bekend dat het Estádio Nacional een van de stadions zal zijn voor het voetbaltoernooi van de Olympische Zomerspelen 2016.
De vroegere naam, die werd behouden tot begin 2010, is gebaseerd op de legendarische Braziliaanse voetballer Garrincha.

## Interlands
| №  | Datum        | Wedstrijd             | Uitslag | Competitie                                | Toeschouwers |
| -- | ------------ | --------------------- | ------- | ----------------------------------------- | ------------ |
| 1. | 15 juni 2013 | Brazilië – Japan      | 3 – 0   | Confederations Cup 2013 - Groepsfase (A)  | 67.423       |
| 2. | 15 juni 2014 | Zwitserland – Ecuador | 2 – 1   | Wereldkampioenschap 2014 - Groepsfase (E) | 68.351       |
| 3. | 19 juni 2014 | Colombia – Ivoorkust  | 2 – 1   | Wereldkampioenschap 2014 - Groepsfase (C) | 68.748       |
| 4. | 23 juni 2014 | Kameroen – Brazilië   | 1 – 4   | Wereldkampioenschap 2014 - Groepsfase (A) | 69.112       |
| 5. | 26 juni 2014 | Portugal – Ghana      | 2 – 1   | Wereldkampioenschap 2014 - Groepsfase (G) | 67.540       |
| 6. | 30 juni 2014 | Frankrijk – Nigeria   | 2 – 0   | Wereldkampioenschap 2014 - 1/8e finale    | 67.882       |
| 7. | 5 juli 2014  | Argentinië – België   | 1 – 0   | Wereldkampioenschap 2014 - Kwartfinale    | 68.551       |
| 8. | 12 juli 2014 | Brazilië – Nederland  | 0 – 3   | Wereldkampioenschap 2014 - Troostfinale   | 68.034       |

Mineirão (Belo Horizonte) · Estádio Nacional de Brasília (Brasília) · Arena Pantanal (Cuiabá) · Arena da Baixada (Curitiba) · Castelão (Fortaleza) · Arena Amazônia (Manaus) · Arena das Dunas (Natal) · Estádio Beira-Rio (Porto Alegre) · Arena Cidade da Copa (Recife) · Maracanã (Rio de Janeiro) · Arena Fonte Nova (Salvador) · Arena de São Paulo (São Paulo)